# Erosina rusticata
Erosina rusticata är en fjärilsart som beskrevs av J. Peter Maassen 1890. Erosina rusticata ingår i släktet Erosina och familjen mätare. Inga underarter finns listade i Catalogue of Life.